# Torre d'Entrerríos
La Torre d'Entrerríos, també anomenada Torre d'Entre Ríos, Torre de Palmones o Torre de Guadarranque, és una torre alimara situada entre els rius Palmones i Guadarranque, d'on agafa els seus noms, en el terme municipal de Los Barrios, a la província de Cadis. Actualment la construcció es troba en bon estat de conservació a l'interior de l'anomenat Parc de la Torre d'aproximadament 9.000 m² a la barriada de Palmones. Aquesta torre tenia la funció de controlar un ampli tram de costa de la Badia d'Algesires i formava part del sistema defensiu de l'Estret de Gibraltar. Es considera construïda al segle xvi dins del pla de vigilància costanera de Felip II destinat a la defensa enfront de pirates barbarescos, concretament se suposa edificada entre 1585 i 1588 a instàncies de Luis Bravo de Laguna seguint el disseny de la pròxima Torre del Rocadillo. No obstant això diversos investigadors atenent la seva tipologia, fonamentalment la seva planta quadrada, apunten a un origen anterior possiblement lligat a altres construccions medievals de la zona realitzades pels benimerins. Tenia assignats 2 torrers, amb un sou de 500 morabatins al mes, que havien d'atalaiar de dia, i escoltar de nit.
De planta quadrada, igual que les altres torres de la badia, enlloc de rodona, que és el que estipulava el 'Real Consejo de Guerra'. Tenia una altura d'11 metres més l'ampit que per haver-se perdut es desconeixen les seves dimensions. Està construïda amb paredats irregulars units amb argamassa, i era massissa des de la base fins als cinc metres on es localitzava la seva única estança. Aquesta estança era accessible mitjançant una porta oberta a l'oest a 7 metres d'altura que encara conserva els suports per a una escala de corda i forats de bastida per a pujar mercaderies. Tenia també una petita finestra a la paret oposada a la porta que donava una clara visió de la costa, i una xemeneia. Des d'aquesta estança podia accedir-se al terrat mitjançant una escala helicoidal i una petita obertura al sostre. El terrat, incapaç per a suportar peces d'artilleria, posseïa una garita de vigilància que en l'actualitat s'ha perdut.